# Козегартен, Людвиг
Людвиг Козегартен (нем. Gotthard Ludwig Kosegarten; 1 февраля 1758, Гревесмюлен — 26 октября 1818; Грайфсвальд) — немецкий поэт и лютеранский проповедник, отец ориенталиста и историка Иоганна Готтфрида Людвига Козегартена.

## Биография
Был профессором истории и богословия в Грейфсвальде. Его поэма Jucunde (1808) представляет собой плоское подражание идиллии Фосса Luise; то же следует сказать и о поэме Die Inselfahrt. Его сентиментальные романы Ida von Plessen и другие в своё время много читались. В художественном отношении лучшее из написанного Козегартеном — его «Legenden» (2 т., 1804). Собрание сочинений «Lyrische Dichtungen» появилось в 1831—1832 годах.
Похоронен в Альтенкирхене близ церкви, настоятелем которой он служил.